# Янкевич-Янкелевич Арнольд Анатолійович
Арно́льд Анато́лійович Янке́вич-Янкеле́вич (30 червня 1897, Київ, Російська імперія — 4 липня 1982, Київ, УРСР, СРСР) — український музичний педагог, професор. Один з фундаторів української фортепіанної школи. Підготував плеяду відомих піаністів і музичних педагогів.

## Життєпис
1913—1919 — навчався в Київській консерваторії (клас фортепіано Г. М. Беклемішева).
1917—1919 років був головою ради старост та головою правління Економічного студентського товариства, яке допомагало студентам в організації навчання та побуту.
Після закінчення консерваторії він завідує музичним відділом Політуправління 12-ї армії (РСЧА) та репертуарною секцією Всеукраїнського музичного комітету Наркомосвіти України, який діяв на чолі з видатним співаком Л. В. Собіновим. В той час він виступав як піаніст та лектор.
Після закінчення консерваторії в 1919 році А. А. Янкелевич стає ад'юнктом професора Ф. М. Блуменфельда.
1921—1982 — викладач Київської консерваторії. З 1935 року — професор. 1938 року став завідувачем кафедри камерного ансамблю на фортепіанному факультеті.
Читав курс «Спеціальне фортепіано». Працював над проблемами мистецтва фортепіанної гри.
Нагороджений орденом Леніна (1953) і медаллю.

## Учні
Серед учнів — піаністи Л. Вайнтрауб, А. Рощина, Н. Вітте, З. Йовенко, Н. Каревіна, Д. Паперно, Г. Міксон, О. Вериківська, І. Калиновська, композитор І. Шамо.